# Котино (Губаницьке сільське поселення)
Котино (рос. Котино) — присілок у Волосовському районі Ленінградської області Російської Федерації.
Населення становить 21 особу. Належить до муніципального утворення Клопицьке сільське поселення.

## Історія
Від 1 серпня 1927 року належить до Ленінградської області.